# Solanum dasyanthum
Solanum dasyanthum är en potatisväxtart som beskrevs av Townshend Stith Brandegee. Solanum dasyanthum ingår i släktet skattor som ingår i familjen potatisväxter. Inga underarter finns listade i Catalogue of Life.